# Frédéric Diefenthal
Frédéric Diefenthal (n. 26 iulie 1968, Saint-Mandé, Région parisienne, Franța) este un actor și regizor francez.

## Filmografie

### Film
- 1990 : La Totale ! de Claude Zidi : le loubard 2
- 1992 : Les gens normaux n'ont rien d'exceptionnel de Laurence Ferreira Barbosa : Jean
- 1995 : Douce France de Malik Chibane : Jean-Luc
- 1995 : Une histoire d'amour à la con d'Henri-Paul Korchia
- 1996 : Capitaine Conan de Bertrand Tavernier : un sergent în gara din București
- 1998 : Taxi de Gérard Pirès : Émilien Coutant-Kerbalec
- 1999 : Je veux tout de Guila Braoudé : Philippe
- 1999 : Taxi 2 de Gérard Krawczyk : Émilien Coutant-Kerbalec
- 1999 : Six-Pack d'Alain Berbérian : Philippe Saule
- 2000 : Jeu de cons de Jean-Michel Verner : Skip
- 2000 : Les Âmes fortes de Raoul Ruiz : Firmin
- 2001 : Le Mal de mère d'Édouard Molinaro : Moïse
- 2001 : Une affaire privée de Guillaume Nicloux : la femme du bar de nuit
- 2001 : Belphégor, le fantôme du Louvre de Jean-Paul Salomé : Martin
- 2002 : Taxi 3 de Gérard Krawczyk : Émilien Coutant-Kerbalec
- 2002 : Dédales de René Manzor : inspectorul Mathias
- 2003 : L'Incruste de Corentin Julius : Alexandre
- 2003 : Nos amis les flics de Bob Swaim : Frédo
- 2003 : Le Souffleur de Guillaume Pixie : Philippe
- 2004 : Avant qu'il ne soit trop tard de Laurent Dussaux : Phyl
- 2005 : Le Roman de Renart de Thierry Schiel : Renart (voix)
- 2005 : Voisins, voisines de Malik Chibane : Paco Garcia
- 2007 : Taxi 4 de Gérard Krawczyk : Émilien Coutant-Kerbalec
- 2012 : Dors mon lapin de Jean-Pierre Mocky : Lionel
- 2012 : Pauvre Richard de Malik Chibane : Richard
- 2013 : Le Renard jaune de Jean-Pierre Mocky : Poulin

### Televiziune

#### Telefilme
- 1990 : Les Ritals de Marcel Bluwal
- 1991 : Billy de Marcel Bluwal
- 1992 : Maria des Eaux-Vives de Robert Mazoyer
- 1994 : L'Affabulatrice de Marcel Bluwal
- 1997 : Père courage de Thierry Chabert
- 2003 : Un homme par hasard d'Édouard Molinaro : Yann Le Guenn
- 2004 : Bien agités de Patrick Chesnais : Arthur
- 2005 : Comme sur des roulettes de Jean-Paul Lilienfeld : Max
- 2005 : Ange de feu de Philippe Setbon : Noël Courtal
- 2006 : Pas de Panique de Denis Rabaglia : Ludovic Chambercy
- 2008 : Le Gendre idéal de Arnaud Sélignac : Arnaud
- 2009 : Facteur chance de Julien Seri : Tib
- 2009 : Cartouche, le brigand magnifique de Henri Helman : Cartouche
- 2009 : Le Gendre idéal 2 de Arnaud Sélignac : Arnaud
- 2010 : L'Homme sans nom de Sylvain Monod : David et Guillaume Derville
- 2010 : Chateaubriand de Pierre Aknine :  François-René de Chateaubriand
- 2011 : Furieuse de Malik Chibane : Fred
- 2012 : Jeux dangereux de Régis Musset : Antonin Brecht
- 2013 : Une Bonne leçon de Bruno Garcia : Diego
- 2014 : Meurtre à l'Abbaye de Rouen de Christian Bonnet : Didier Mege
- 2014 : Le Chapeau de Mitterrand de Robin Davis : Daniel Mercier

#### Seriale de televiziune
- 1992: Goal: Luis
- 1992: Les Cordier, juge et flic (episodul Peinture au pistolet)
- 1993 - 2000: Le juge est une femme: Colas
- 1995: Police des polices, episodul Vidéo preuves de Michel Boisrond
- 1995: Commis d'office, episodul  Les enfants d'abord de Gabriel Aghion: Frankie
- 2005: Élodie Bradford, episodul Les crimes étaient presque parfaits de Régis Musset: Julien Lemaitre
- 2005: Clara Sheller de Nicolas Mercier: JP
- 2006: David Nolande de Nicolas Cuche: David Nolande
- 2008: Flics (sezonul 1) de Nicolas Cuche: Yach
- 2008: Off Prime de Simon Astier și Alban Lenoir: Lui-même
- 2008: Myster Mocky présente, episoadele Le Jour de l'exécution și La cadillac de Jean-Pierre Mocky
- 2010-2011: Les Virtuoses de Claude-Michel Rome : Horace Lange
- 2011: Flics (sezonul 2) de Thierry Petit: Yach
- 2014: Scènes de ménages (1 episod) : logodonicul surorii lui Fabien
- 2017: Pădurea: Vincent Musso, soțul lui Virginie

## Teatru
- 1996 : Bagatelle(s)  de Noël Coward, mise en scène de Pierre Mondy, au Théâtre de Paris
- 1996 : Roméo et Juliette de William Shakespeare, mise en scène de Jean-Luc Borg et Henri-Paul Korchia, Par le bas de Nanterre
- 2006-2008 : L'Importance d'être constant d'Oscar Wilde, mise en scène de Pierre Laville, Théâtre Antoine
- 2010 : Kramer contre Kramer d'Avery Corman, mise en scène de Didier Caron et Stéphane Boutet, au Théâtre des Bouffes-Parisiens
- 2013 : Le voyageur sans bagage de Jean Anouilh, mise en scène Alain Fromager et Gwendoline Hamon, tournée
- 2014 : Je préfère qu’on reste amis de Laurent Ruquier, mise en scène Marie-Pascale Osterrieth, Théâtre Antoine